# Brachinus cibolensis
Brachinus cibolensis är en skalbaggsart som beskrevs av Terry Erwin. Brachinus cibolensis ingår i släktet Brachinus och familjen jordlöpare. Inga underarter finns listade i Catalogue of Life.